# Borris Skydeterræn
Borris Skydeterræn, Borrislejren eller Borris Garnison er Danmarks største hedeareal på godt 4.700 hektar (47 km²) og ejes i dag af den danske stat og benyttes af Forsvaret. Borris skydeterræn ligger omkring 11,5 km øst for Tarm i Vestjylland.
Terrænet, som udgør Borris Skydeterræn, har været fredet i over 100 år. Staten opkøbte arealet i 1903 og siden, har arealet været fredet. En fredning som ikke forhindrer Forsvaret i at holde store øvelser og skydeperioder. 
Borris Skydeterræn er opbygget anderledes end andre skydeterræner. I stedet for at skyde ud over vandet, skydes ind imod midten af terrænet. Borris Skydeterræn har en vej rundt om, som man normalt ikke må skyde over.
Da terrænet blev købt af staten, blev alle huse og gårde ryddet. Dette giver et terræn som er præget af læhegn og marker.
Borrislejen er et fælles øvelsesområde for hele Forsvaret og har derfor ikke faste regimenter eller skoler tilknyttet. 
Borrislejren rummer fast 
Soldaterhjemmet, skydekontor, UMAK (uddannelsesmateriel kontor), indkvarteringsbygninger, lokal støtte element, kantine (herunder sergent- og officersmesse)

## Natur
Hedenudgør Natura 2000-område nr. 67 Borris Hede og er både habitatområde og fuglebeskyttelsesområde. Den er samtidigt udpeget som internationalt vigtigt fugleområde (Important Bird Area (IBA))